# Artesano
Artesano är en ort i Mexiko.   Den ligger i kommunen San Miguel de Allende och delstaten Guanajuato, i den centrala delen av landet, 240 km nordväst om huvudstaden Mexico City. Artesano ligger 1 858 meter över havet och antalet invånare är 156.
Terrängen runt Artesano är huvudsakligen platt, men österut är den kuperad. Artesano ligger nere i en dal. Runt Artesano är det ganska tätbefolkat, med 96 invånare per kvadratkilometer. Närmaste större samhälle är San Miguel de Allende, 9,7 km sydost om Artesano. Trakten runt Artesano består i huvudsak av gräsmarker.